# Sonic the Hedgehog (spel)
Sonic the Hedgehog är ett spel till Sega Mega Drive, utgivet i mitten av 1991. Det är det första spelet i serien med Sonic the Hedgehog.

## Spelmekanik
Spelaren antar rollen som den antropomorfa igelkotten Sonic, som ska rädda South Island (där spelet äger rum) från att bli övertaget av den ondskefulla antagonisten Dr. Eggman, som redan har transformerat öns djurpopulation till mekaniska fiender.
Sonic använder sin egenskap att kunna springa ovanligt snabbt, och kunna rulla ihop sig själv till boll-form, för att klara av nivåerna och gå vidare. Roterande gula ringar är utsprida på banorna, och har olika funktioner. Förutom att ge spelaren poäng, ger ringarna spelaren en chans till ifall han nuddar en fiende utan att hoppa på dem i boll-form. Dock förlorar Sonic då alla sina ringar, som studsar av Sonic när han vidrör en fiende.
Om Sonic samlar 100 ringar så får spelaren ett extra-liv, och om Sonic har samlat på sig 50 ringar innan slutet av en akt, så kan spelaren hoppa in i en bonus-ring, och få chans att samla en Chaos Emerald ("kaos-smaragd"). För att få det bästa slutet i spelet, måste spelaren samla ihop sex Chaos Emeralds.
Det finns sju zoner i spelet, och varje zon (förutom Final Zone) är uppbyggd av tre akter. Dessa består av:
- Green Hill Zone - En grön äng, som går längs med ett hav.
- Marble Zone - En ruin, med lavapooler, och ett slöare tempo.
- Spring Yard Zone - En flipperspel-liknande zon.
- Labyrinth Zone - En instängd nivå, med stora djupa vatten-labyrinter.
- Star Light Zone - En stad med mörk stjärnhimmel.
- Scrap Brain Zone - Dr. Eggmans tekniska bas.
- Final Zone - Zonen där slutbossen tar vid.

## Nyutgåvorav spelet
Sonic the Hedgehog är det spel i Sonic-serien som har återsläppts flest gånger. Förutom direkta portar till Iphone, Ipod-modeller med hjul, Playstation Network och Xbox Live Arcade (då under namnet Sonic the Hedgehog Arcade), har spelet även släppts i/som:
- Sonic Jam - 1998
- Sega Smash Pack Volume 1 - 2000
- Sonic Mega Collection - 2002
- Sonic Mega Collection Plus - 2004/2006
- Sonic The Hedgehog Genesis - 2006
- Sega Mega Drive Collection - 2007
- Sega Mega Drive Ultimate Collection - 2009
- Sonic Classic Collection - 2010
- Sonic the Hedgehog - 2021 - inofficiell portning till Commodore 64.
- Sonic Origins - 2022

### Fotnoter
1. ↑  Chris Schilling (14 mars 2010). ”Sonic Classic Collection” (på engelska). The Guardian. https://www.theguardian.com/technology/2010/mar/14/sonic-classic-collection-games-review. Läst 26 maj 2017.